# Housuo (sockenhuvudort i Kina, Shanxi Sheng, lat 39,31, long 112,84)
Housuo är en sockenhuvudort i Kina. Den ligger i provinsen Shanxi, i den norra delen av landet, omkring 160 kilometer norr om provinshuvudstaden Taiyuan. Antalet invånare är 14 110. Befolkningen består av 6 813 kvinnor och 7 297 män. Barn under 15 år utgör 17,0 %, vuxna 15-64 år 71 %, och äldre över 65 år 11,0 %.
Runt Housuo är det ganska tätbefolkat, med 124 invånare per kvadratkilometer. Housuo är det största samhället i trakten. Trakten runt Housuo består i huvudsak av gräsmarker.
Genomsnittlig årsnederbörd är 633 millimeter. Den regnigaste månaden är juli, med i genomsnitt 184 mm nederbörd, och den torraste är januari, med 3 mm nederbörd.